# Sash!
Sash! je německý hudební projekt, jehož frontman je Sascha Lappessen (narozen 10. června 1970 v Nettetal, Západní Německo). Dalšími členy jsou Ralf Kappmeier a Thomas „Alisson“ Ludke.
V letech 1997-8 měl v Spojeném království řetěz hitů s „Encore Une Fois“, „Ecuador“, „Stay“ a „Mysterious Times“, přičemž všechny dosáhly vrcholu v druhé nejvyšší z UK hitparád. Ve skutečnosti drží rekord pro nejvíce singlů v druhé nejvyšší UK hitparádě (celkem pěti), které dosáhly na první místo. Dodnes je Sash! aktivní, ale už ne s tak velkými úspěchy. Jeho poslední album nebylo v UK nikdy vydáno. Sash! byl vždy byl uznáván pro svou jedinečnou schopnost tvořit taneční hity se zařazením hudebního stylu a jazyka do různých světových etnických skupin. Příklady této jedinečné schopnosti najdeme v jeho diskografii. „Stay“, „Mysterious Times“ and „Just Around The Hill“ byly nahrány v angličtině, „Encore une Fois“ ve francouzštině, „Adelante“, „Luna Llena“ a „Ekvádor“ ve španělštině, „La Primavera“ v italštině, „Together Again“ v dánštině a „Ganbareh!“ v japonštině.

## Diskografie

### Alba
- It's My Life - The Album (1997)
- Life Goes On (1998)
- Trilenium (2000)
- Encore Une Fois - The Greatest Hits (2000)
- S4!Sash! (2002)
- Life Is a Beach (2012)
- Life Changes (2013)

### Singly
- "It's My Life" (1996)
- "Encore Une Fois" (1997)
- "Ecuador" (1997)
- "Stay" (1997)
- "La Primavera" (1998)
- "Mysterious Times" (1998)
- "Move Mania" (1998)
- "Colour The World" (1999)
- "Adelante" (1999)
- "Just Around The Hill" (2000)
- "With My Own Eyes" (2000)
- "Ganbareh!" (2002)
- "Run" (featuring (2002)
- "I Believe" (2003)